# Santa Cruz Verapaz
Santa Cruz Verapaz è un comune del Guatemala facente parte del dipartimento di Alta Verapaz. Si trova a circa 15 km da Cobán, capoluogo del dipartimento e a 199 km da Città del Guatemala, capitale dello stato.
La cittadina si trova ad un'altitudine di circa 1400 m s.l.m. in una regione dalla vegetazione rigogliosa ricca di boschi, fiumi e torrenti ed è caratterizzata da un clima temperato,
La fondazione della città, ad opera di frati domenicani Juan de Torres, Luis Cáncer e Pedro Angulo, risale al 3 maggio 1543, la costruzione della chiesa è di poco successiva, la chiesa di Santa Cruz Verapaz e quella di Rabinal (nel dipartimento di Baja Verapaz) furono i primi luoghi di culto edificati dai frati domenicani giunti nell'area nel 1534.